# 471 (tal)
471 är det naturliga talet som följer 470 och som följs av 472.

## Inom vetenskapen
- 471 Papagena, en asteroid.

## Inom matematiken
- 471 är ett udda tal.
- 471 är ett sammansatt tal.
- 471 är ett semiprimtal.[1]